# Urban window
Een Urban window is een definitie uit de architectuur en stedenbouwkunde. Er is sprake van een urban window wanneer een architectonisch of stedenbouwkundig-object een vergezicht als het ware omlijst.
Goede voorbeelden zijn de Arc de triomphe en de Grande Arche, beide op de Axe historique in Parijs.